# NGC 3187
NGC 3187 (również PGC 30068, UGC 5556 lub HCG 44D) – galaktyka spiralna z poprzeczką (SBc/P), znajdująca się w gwiazdozbiorze Lwa. Odkrył ją w styczniu 1850 roku George Stoney – asystent Williama Parsonsa.

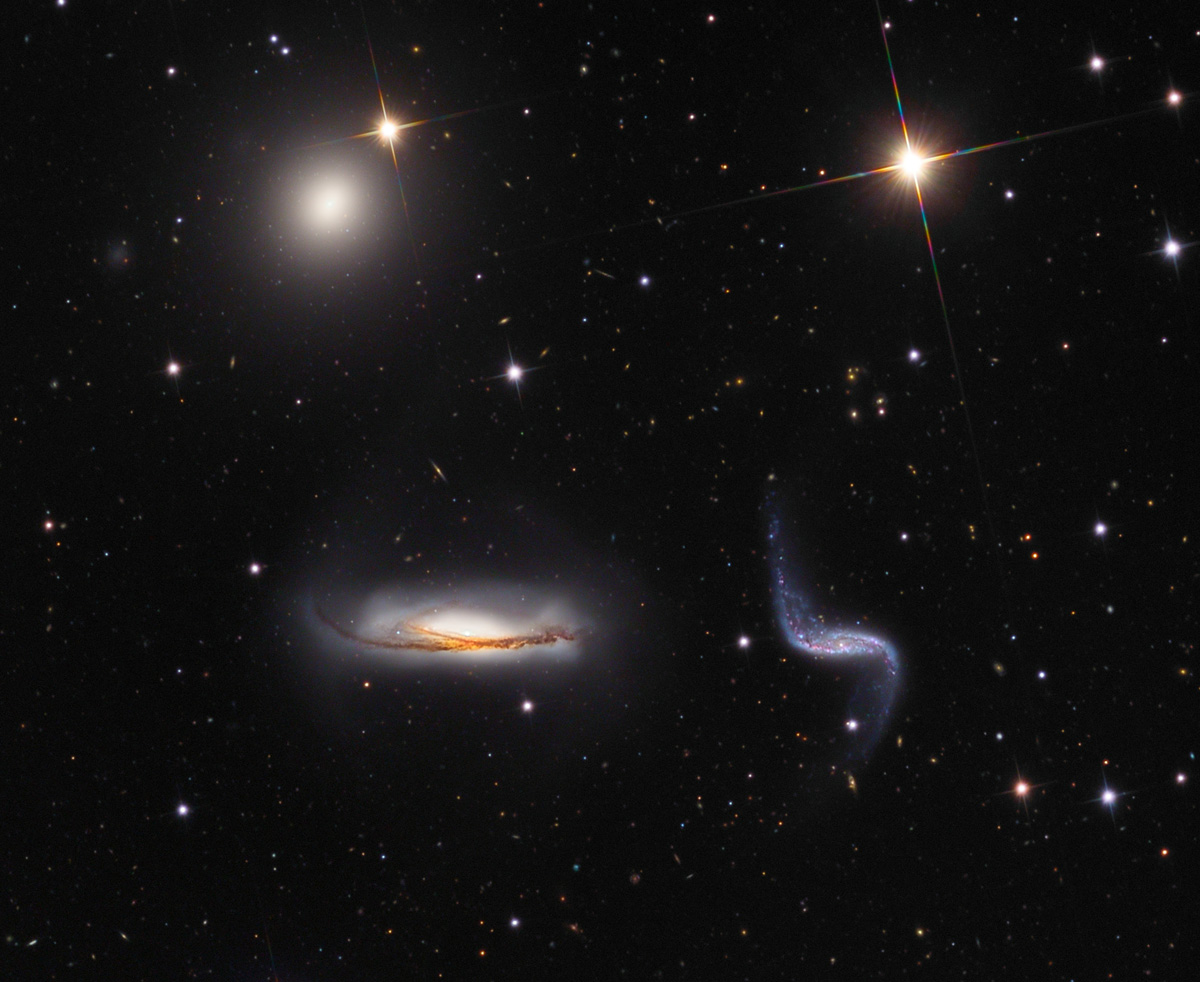
Arp 316: NGC 3187, NGC 3190 (u dołu z lewej) i NGC 3193 (u góry z lewej)

NGC 3187 wraz z sąsiednimi galaktykami NGC 3190 i NGC 3193 została skatalogowana jako Arp 316 w Atlasie Osobliwych Galaktyk. Te trzy galaktyki oraz dodatkowo NGC 3185 stanowią zwartą grupę Hickson 44.